# تپه گنجشگیر ۱
تپه گنجشگیر ۱ مربوط به دوره اشکانیان است و در ایذه، محله گنچشگیر، نزدیک اداره آب و فاضلاب واقع شده و این اثر در تاریخ ۲۷ اسفند ۱۳۸۷ با شمارهٔ ثبت ۲۶۵۷۵ به‌عنوان یکی از آثار ملی ایران به ثبت رسیده است.